# Gryzelda Wiśniowiecka
Gryzelda Konstancja z Zamoyskich Wiśniowiecka (ur. 27 kwietnia 1623 w Zamościu, zm. 17 kwietnia 1672 w Zamościu) – żona Jeremiego Wiśniowieckiego, córka Tomasza Zamoyskiego.

## Życiorys
Była siostrą Jana Sobiepana Zamoyskiego. Wraz z rodzeństwem otrzymała staranne wykształcenie od profesorów Akademii Zamojskiej. Biegle władała łaciną, uczyła się retoryki filozofii i historii. Z małżeństwa zawartego z Jeremim Wiśniowieckim w kolegiacie zamojskiej 27 lutego 1639 urodził się tylko syn Michał Tomasz, późniejszy król Polski. Wniosła mężowi w posagu 600 tys. złotych w gotowiźnie i 100 tys. w klejnotach. Po ślubie zamieszkała w dobrach Wiśniowieckiego w Ukrainie, gdzie przebywała do czasu wybuchu Powstania Chmielnickiego. Następnie przeniosła się z rodziną do Krzeszowa nad Sanem i Zamościa. Mimo ogromnych problemów finansowych udało się jej odpowiednio wykształcić syna dzięki pomocy królewicza Karola Ferdynanda Wazy. W 1653 zdecydowała się złożyć ciało męża w klasztorze na Świętym Krzyżu. Po śmierci Jana Sobiepana Zamoyskiego w 1665 przejęła rządy w Ordynacji Zamojskiej, starając się równocześnie o jej zniesienie przez sejm, co w dużej mierze przyczyniło się do elekcji Michała Korybuta Wiśniowieckiego na króla Polski. Sprawnie zarządzała dobrami po bracie, utrzymywała garnizon wojskowy w twierdzy i ożywiła sądownictwo. Wykazała wielką troskę o Akademię Zamojską, sprowadziła nową kadrę profesorską, przyczyniła się do ożywienia życia naukowego, w testamencie przekazała uczelni prywatny księgozbiór Zamoyskich, co uczyniło bibliotekę akademicką jedną z największych w kraju (ponad 3000 woluminów w 1675). Aktywnie wspierała teatr działający przy Akademii. Ufundowała srebrną puszkę na serce Jana Sobiepana Zamoyskiego, kolegiacie zamojskiej ofiarowała relikwiarz i albę koronacyjną syna. Wspierała fundacje kościołów i klasztorów w swoich dobrach, prowadziła działalność dobroczynną. Dedykowano jej prawie trzydzieści utworów literackich, mów, kazań i panegiryków. Pomogła przeprowadzić unieważnienie małżeństwa Anny ze Stanisławskich, pierwszej polskiej poetki. Współpracowała m.in. z Bazylim Rudomiczem czy Janem Michałem Linkiem.
Po elekcji Michała Korybuta Wiśniowieckiego intensywnie pracowała nad stworzeniem stronnictwa królewskiego, po koronacji usunęła się do Zamościa, ale cały czas aktywnie mediowała na rzecz syna i pozyskiwała dla niego stronników. 
Pochowana w kolegiacie św. Jana w Warszawie lub w kolegiacie w Zamościu. Nie zachował się żaden pewny portret księżnej.

## Literatura
- Ilona Czamańska: Wiśniowieccy - monografia rodu. Poznań: Wydawnictwo Poznańskie, 2007, s. 218 - 231. ISBN 978-83-7177-229-0.